# Komisja śledcza Palina
Komisja śledcza Palina (ang. Palin Commission of Inquiry) prowadziła dochodzenie wyjaśniające przyczyny wybuchu i przebieg zamieszek w Nabi Musa z kwietnia 1920 w Jerozolimie. Końcowy raport Komisji przewidywał narastanie problemów i antagonizmów pomiędzy społecznością arabską i żydowską w Palestynie.

## Tło wydarzeń
W dniach 4-7 kwietnia 1920 w rejonie Starego Miasta Jerozolimy w brytyjskim Mandacie Palestyny doszło do gwałtownych zamieszek arabsko-żydowskich. Wydarzenia zbiegły się w czasie i zostały nazwane od muzułmańskiego święta Nabi Musa (arab. نبي موسى; pol. Prorok Mojżesz), uznawanego za najważniejszą pielgrzymkę muzułmanów w Palestynie. Podczas zamieszek w Nabi Musa zginęło 5 Żydów i 4 Arabów, a 216 Żydów i 23 Arabów zostało rannych. Brutalność Arabów i ograniczona reakcja brytyjskich władz wojskowych, wywołały duże oburzenie społeczności żydowskiej. O zamieszkach pisała prasa międzynarodowa, w tym The Times, co wymusiło na parlamencie brytyjskim podjęcie działań w celu wyjaśnienia okoliczności i przebiegu zamieszek.

## Działalność Komisji
Brytyjski rząd wysłał w maju 1920 do Palestyny Komisję Śledczą Palina, która miała zbadać przyczyny i okoliczności zamieszek. Na jej czele stał generał brygadier P.C. Palin. W skład komisji weszli także generał brygadier E.H. Wildblood oraz podpułkownik C. Vaughan Edwards.
Komisja przesłuchała 152 świadków zamieszek. Przesłuchania prowadzono w ośmiu językach – angielskim, francuskim, arabskim, hebrajskim, jidysz, rosyjskim, hinduskim i żargonie – co czyniło dochodzenie niezwykle trudnym. Raport końcowy ukończono 1 lipca 1920 w Port Said i złożono w sierpniu 1920. Raport nigdy nie został oficjalnie opublikowany.

## Treść raportu
Końcowymi wnioskami raportu Komisji Śledczej Palina były:
1. Przyczynami alienacji i irytacji ludności Palestyny były:

(a) Rozczarowanie niespełnieniem złożonych im obietnic przez brytyjską propagandę.

(b) Niemożność pogodzenia deklarowanej przez aliantów polityki samostanowienia z deklaracją Balfoura, co dawało poczucie zdradzenia i martwienia się o przyszłość.

(c) Niezrozumienie prawdziwego znaczenia deklaracji Balfoura i zapomnienie gwarancji określonych w niej, co było wynikiem luźnej retoryki polityków, przesadzonych twierdzeń oraz pism zainteresowanych osób, głównie syjonistów.

(d) Strach przed żydowską konkurencją i dominacją, uzasadniony doświadczeniem i pozornym sprawowaniem przez syjonistów kontroli nad administracją.

(e) Syjonistyczna agresja wywołująca obawy związane z deklaracją Balfoura.

(f) Antybrytyjska i antysyjonistyczna propaganda oddziaływała na ludność pogłębiając zapalne punkty wspomniane powyżej.

2. Komisja Syjonistyczna i oficjalni syjoniści byli niecierpliwi, niedyskretni i usiłowali zmusić administrację do działania, przez co w dużej mierze ponoszą odpowiedzialność za obecny kryzys.

3. Zarzuty o stronniczość przedstawione przez obie strony, arabską i syjonistyczną, wobec Administracji, są bezpodstawne. Cała jej działalność przed zamieszkami była prowadzona w trudnych warunkach na zasadach równego i sprawiedliwego traktowania wszystkich stron.

4. Administracja została poważnie ograniczona w swoich działaniach przez bezpośrednią ingerencję Władz Wewnętrznych, a zwłaszcza przez fakt, że główny oficer polityczny, pułkownik Meinertzhagen działał jako bezpośredni kanał komunikacyjny między wysokim komisarzem a Ministerstwem Spraw Zagranicznych, co powodowało opóźnienie z dopływem informacji z Ministerstwa Spraw Zagranicznych, a czasami powodowało wyrażanie przez niego sprzecznych opinii.

5. Brak opublikowania przez Ministerstwo Spraw Zagranicznych deklaracji polityki wynikał z ważnych powodów, był jednak błędem.

6. Rozważanie możliwości zaakceptowania Emira Fajsala jako tytularnego króla Palestyny było powszechnie znane i mogło wpłynąć na pogorszenie lokalnej sytuacji. Nie ma jednak wystarczających dowodów, aby wykazać, czy było to znane syjonistom, którzy niewątpliwie byliby tym zaniepokojeni.

7. Wojskowe Gubernatorstwo Jerozolimy nie poczyniło odpowiednich przygotowań do ewentualnych zamieszek podczas Pielgrzymki Nabi Musa, mimo otrzymanych ostrzeżeń i dużej wiedzy o sytuacji. Braki były prawdopodobnie spowodowane zaufaniem spowodowanym sukcesem władz policyjnych w nadzorowaniu wcześniejszych demonstracji.

8. Mimo zakazu demonstracji politycznych Wojskowe Gubernatorstwo nie określiło policji instrukcji, aby zapobiec wygłoszeniu zapalnych przemówień z okazji Pielgrzymki Nabi Musa.

9. Decyzja o wycofaniu sił wojskowych w poniedziałek o godz. 6 rano, była błędem popełnionym przez osobę odpowiedzialną.

10. Po wprowadzeniu stanu wojennego w mieście, wojsko powoli działało w celu uzyskania pełnej kontroli nad miastem.

11. Obecna sytuacja w Palestynie jest nadzwyczaj niebezpieczna i wymaga ostrożnego oraz zdecydowanego postępowania, aby uniknąć podobnych katastrof.

## Konsekwencje
Brytyjskie władze, dążąc do uspokojenia arabskich niepokojów, rozpoczęły realizować politykę ograniczania żydowskiej imigracji napływającej do Palestyny. W lipcu 1920 administracja wojskowa Palestyny została zastąpiona przez administrację cywilną, kierowaną przez wysokiego komisarza Palestyny. W tym celu 20 czerwca 1920 do Palestyny przybył sir Herbert Samuel, który 1 lipca oficjalnie został pierwszym wysokim komisarzem Palestyny. Próbował on stworzyć samorządowe instytucje żydowskiej i arabskiej społeczności Palestyny, napotkał jednak na opór arabskich przywódców, którzy odmówili współpracy z jakąkolwiek instytucją, w skład której weszliby Żydzi. Natomiast przywódcy społeczności żydowskiej zdali sobie sprawę, że nie mogą liczyć na ochronę ze strony brytyjskich władz, dlatego przystąpiono do organizowania własnej podziemnej organizacji paramilitarnej Hagana.
W maju 1921 doszło do kolejnych krwawych arabskich wystąpień – zamieszki w Jafie.